# Ambrières-les-Vallées
Ambrières-les-Vallées is een gemeente in het Franse departement Mayenne (regio Pays de la Loire). De plaats maakt deel uit van het arrondissement Mayenne. Op 1 januari 2022 had Ambrières-les-Vallées 2.603 inwoners.

## Geografie
De oppervlakte van Ambrières-les-Vallées bedroeg op 1 januari 2022 38,78 vierkante kilometer; de bevolkingsdichtheid was toen 67,1 inwoners per km².

## Geschiedenis
Tot 1910 heette de gemeente Ambrières, en tussen 1910 en 1972 Ambrières-le-Grand.

## Demografie
Onderstaande figuur toont het verloop van het inwonertal (bron: INSEE-tellingen).